# Yanez (album)
Yanez  è il quinto album in studio del cantautore italiano Davide Van de Sfroos, pubblicato il 15 marzo 2011 dalla PDT, con distribuzione Universal.
Nel classico stile dell'artista, le canzoni sono tutte cantate in lingua lombarda (dialetto comasco nella variante conosciuta anche come laghée), tranne Dove non basta il mare, brano cantato in italiano con ritornelli in friulano, siciliano, calabrese e grico.
L'album è stato anticipato dall'omonimo singolo, con il quale, nello stesso anno, l'artista lombardo si è presentato per la prima (e finora unica) volta come concorrente al Festival di Sanremo, classificandosi quarto.
Il 17 settembre 2011 l'album è certificato disco d'oro dalla classifica FIMI.

## Tracce
1. El Carnevaal de Schignan – 4:01
2. Dona Lüseerta – 4:39
3. Il Camionista Ghost Rider – 4:47
4. Long John Xanax – 4:03
5. La machina del Ziu Toni – 4:28
6. Maria – 4:12
7. Yanez – 3:44
8. El Pass del Gatt – 5:11
9. Setembra – 4:07
10. Dove non basta il mare – 5:09
11. Il reduce – 5:27
12. La figlia del tenente – 4:25
13. Blues di Santa Rosa – 4:52
14. Ciamel amuur – 4:00
15. Rosa del vento – 1:26

## Formazione
- Davide Van De Sfroos - voce, chitarra acustica, chitarra elettrica, armonica, shell horn, cori
- Alessandro Gioia - batteria, percussioni, pianoforte
- Francesco Piu - chitarre, banjo
- Marco Vignuzzi - chitarre, banjo, bouzouki, dulcimer, stell guitar
- Davide "Billa" Brambilla - fisarmonica, organo, pianoforte, wurlitzer
- Paolo Poncini - eufonio
- Walter Barromeo - tuba
- Samuele Acquistapace - trombone
- Pietro Bertoni - trombone
- Angapiemage Persico - viola

## Classifiche
| Classifica (2011) | Posizione massima |
| ----------------- | ----------------- |
| Italia            | 4                 |

### Classifiche di fine anno
| Classifica (2011) | Posizione |
| ----------------- | --------- |
| Italia            | 46        |

## Yanez Tour 2011
All'album segue un tour che prende il via da Locarno il 26 marzo 2011. Oltre a toccare varie città italiane, il tour arriva anche in Canton Ticino. Il tour termina a Cantù il 2 ottobre 2011.